# Партизанська сільська рада (Дніпровський район)
Партизанська сільська рада —  колишній орган місцевого самоврядування у Дніпровському районі Дніпропетровської області з адміністративним центром у с. Партизанське , який функціонував до 2020 року.
Після чого, на базі сільської ради сформований Партизанський старостинський округ в підпорядкуванні Слобожанської селищної територіальної громади.
Знаходиться на лівобережжі Дніпра у північно західному куту Дніпровського району у долині Протовчі.

## Населені пункти
Сільській раді підпорядковані населені пункти:
- с. Партизанське

## Склад ради
Рада складається з 16 депутатів та голови.